# Flughafenterminal

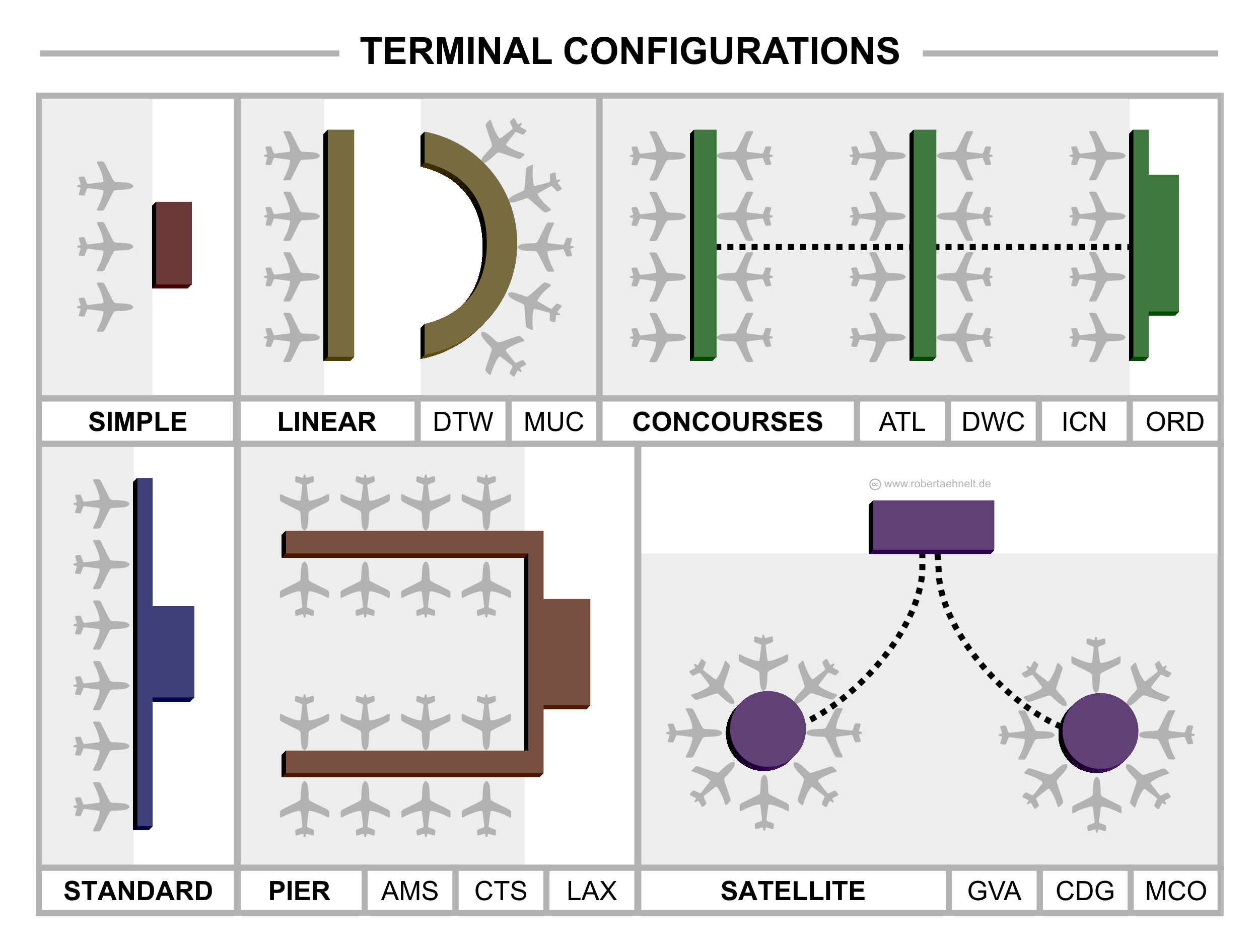
Typische Anordnungen von Passagierterminals

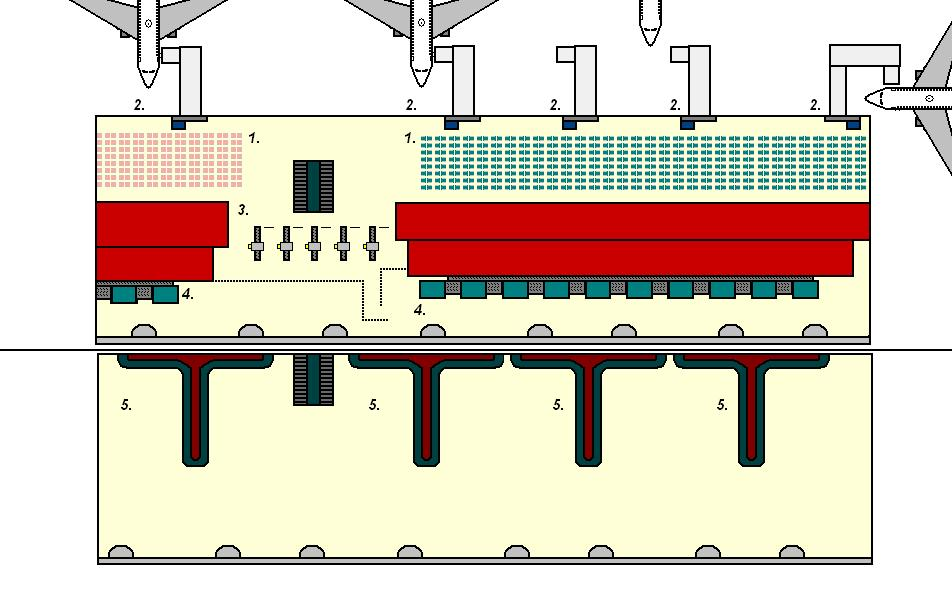
Typischer Aufbau eines Passagierterminals mit Abflugbereich, Ankunftbereich, Wartebereich/Lounge, Flugsteige und Fluggastbrücke, Sicherheitskontrollen, Check-in und Gepäckabgabe, Gepäckband (-Rückgabe)

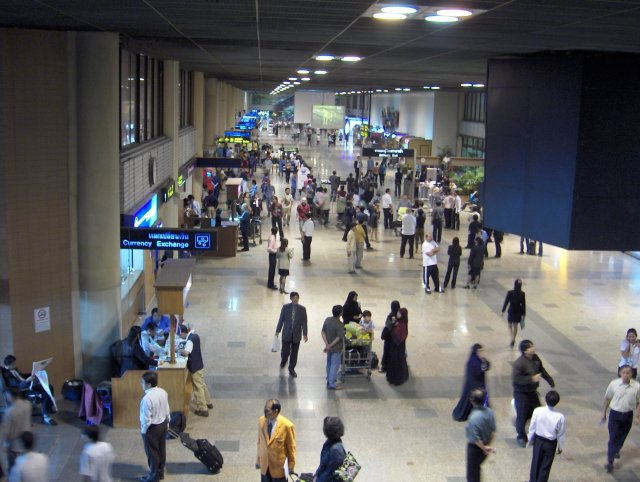
Abfertigungshalle im Flughafen Bangkok-Don Mueang

Unter einem Flughafenterminal (Genus: Neutrum oder Maskulinum), auch Abfertigungsgebäude oder Abfertigungshalle genannt, versteht man im Flugverkehr den Bereich des Flughafens, in dem der Passagierverkehr abgewickelt wird, das Empfangsgebäude.

## Gliederung
Der Terminal gliedert sich in einen „landseitigen“ und einen „luftseitigen“ Bereich. Zur Landseite gehören sämtliche öffentlich zugänglichen Zufahrtswege und -straßen sowie die Haupthalle mit Ticketschaltern und Check-in. Oft gibt es darüber hinaus noch zahlreiche Serviceeinrichtungen wie Banken, Gastronomie und Mietwagen-Firmen, an großen Airports darüber hinaus sogar Ärztehäuser, Konferenzräume oder ein Flughafenhotel. Mancherorts ist dieser landseitige Bereich zu einem riesigen Einkaufs- und Dienstleistungscenter gewachsen, der oft größer ist als der Terminal selbst.
Besucher, die abfliegende Fluggäste begleiten oder ankommende abholen wollen, müssen ebenfalls auf der Landseite warten, bis der Fluggast die Sicherheitskontrolle passiert hat. Mit dem Passieren der Sicherheitskontrolle betritt bzw. verlässt man die „Luftseite“ des Terminals. Hier findet der abfliegende Gast die Geschäfte für den zollfreien Einkauf („Duty-free-Shops“) sowie weitere Dienstleistungseinrichtungen, die geeignet sind, dem Passagier die Wartezeit bis zum Aufruf seines Fluges zu verkürzen. Im Normalfall betritt man über eine Fluggastbrücke nahezu höhengleich das Flugzeug. Bei großen Flugzeugen können auch zwei (beim Airbus A380: drei) Finger gleichzeitig genutzt werden, um den Einsteigevorgang zu beschleunigen – vorausgesetzt der Terminal ist baulich auf so große Flugzeuge vorbereitet.
Große Flughäfen können oft nicht alle Flugzeuge direkt am Terminal abfertigen. In solchen Fällen gibt es Satellitengebäude (der Terminus Terminal wäre hier falsch), zu denen die Passagiere mittels eines People Mover gebracht werden. Hier findet man alle luftseitigen Serviceeinrichtungen eines Abflugterminals einschließlich der Fluggastbrücken, aber keinen Ankunftsbereich und keine Landseite, da der Satellit nur von eingecheckten Passagieren zu erreichen ist.
Flughäfen, die über keine Fluggastbrücken verfügen, bringen die Passagiere per Bustransfer vom Terminal zum entsprechenden Flugzeug, das die Passagiere dann über eine Treppe besteigen müssen. Das Gleiche gilt für Flugzeuge, die weder am Terminal noch am Satelliten, sondern auf einer freien Parkfläche des Vorfelds abgestellt wurden.
Ankommende Fluggäste werden auf dem umgekehrten Weg direkt über die Fluggastbrücke, den People Mover oder per Bustransfer zum Terminal gebracht, wo sie (bei internationalen Flügen) zunächst zur Einreisekontrolle, und dann zum Ankunftsbereich weitergeleitet werden. Dort wird auf Förderbändern das Fluggepäck aller Reisenden angeliefert. Nachdem der Fluggast sein Gepäckstück vom Förderband gehoben hat, gelangt er über die Zollkontrolle durch eine Sicherheitsschleuse zurück auf die Landseite und zum Ausgang.
Vereinzelt wird auch der Begriff Fracht-Terminal für die Gebäude zur Abfertigung der Luftfracht oder den ganzen Ladebezirk verwendet.

## Luftfrachtterminals
Luftfrachtterminals werden im Wesentlichen in vier Typen eingeteilt.
Die Shed Terminals bearbeiten im Wesentlichen Luftersatzverkehr (LEV). Sie haben eine geringe Umschlagleistung von unter 75.000 Tonnen und bearbeiten die Inbound- und Outbound-Warenflüsse auf den gleichen Flächen. Die eingesetzten Maschinen sind dabei auf hohe Flexibilität ausgerichtet.
Die Station Terminals befinden sich auf dem Flugplatz mit direktem Zugang zum Vorfeld, sie haben eine mittlere Umschlagleistung, die zwischen 75.000 und 250.000 Tonnen liegt. Sie erreichen gute Auslastungsgrade durch hohe Durchströmung und besitzen teilweise fest installierte Fördersysteme zum Lager.
In Center Terminals liegt ein sehr großer Transferanteil von weit über 50 Prozent vor. Ihre Umschlagsleistung beträgt zwischen 250.000 und 1 Million Tonnen. Dazu sind separate Inbound- und Outbound-Warenflüsse eingerichtet.
Die Hub Terminals haben eine sehr große Durchsatzleistung von über 1 Million Tonnen. Es herrscht eine sehr hohe Automatisierung, die eine minimale Verweildauer der Ladeeinheiten im Terminal ermöglicht. Hub Terminals kennzeichnen sich durch die große Bedeutung von Sortieranlagen.